# CHa-112
CHa-112 — мисливець за підводними човнами Імперського флоту Японії, який взяв участь у Другій світовій війні.
Корабель відносився до нідерландських тральщиків типу A та був споруджений під позначенням «B» в 1930 році на верфі Rijkswerf Willemsoord у Ден-Гелдері. 1 березня 1942-го на заході та сході Яви висадились японські десанти і 2 березня «B» затопили в Сурабаї (головна база на сході острова Ява).
Японці організували підйом корабля і до 20 грудня 1942-го провели ремонт, при цьому ввели до складу флоту як допоміжний мисливець за підводними човнами CHa-112. Корабель включили до 23-ї спеціальної військово-морської бази зі штабом в Макассарі (південно-західний півострів острова Сулавесі) зі складу Другого Південного Експедиційного флоту, що відповідав за контроль над окупованими територіями Індонезії.
Кілька років CHa-112 ніс патрульно-ескортну службу в районі Макассару, під час якої також міг відвідувати Помалаа (тут на південно-східному півострові Сулавесі діяв нікелевий рудник та плавильний завод) та Сурабаю.
4 червня 1945-го в Яванському морі за півтори сотні кілометрів від південно-східного завершення острова Борнео CHa-112 був торпедований та потоплений американськими літаками B-24.